# Romanico fiorentino

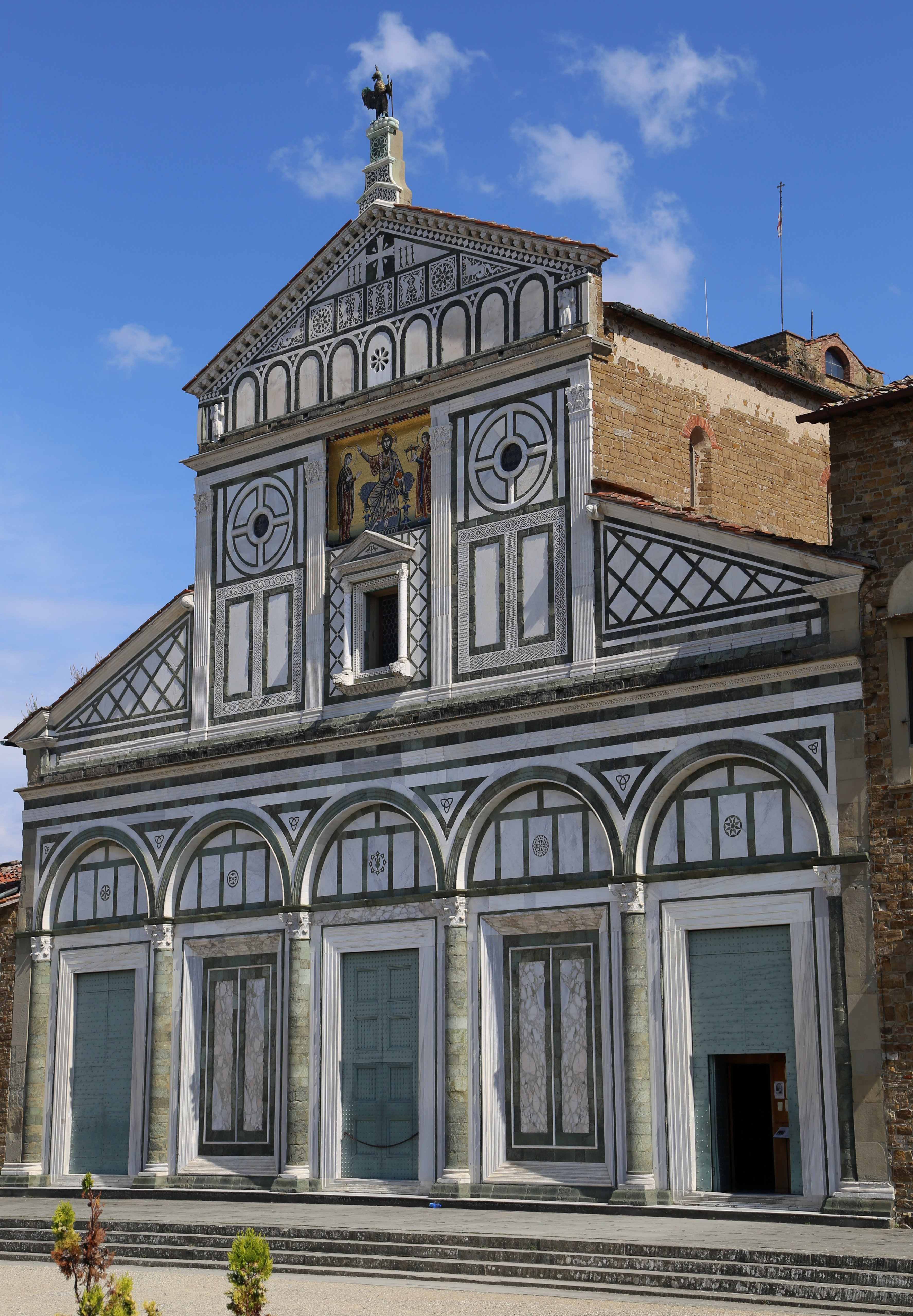
Facciata della basilica di San Miniato al Monte

Il romanico fiorentino è lo stile architettonico romanico che si sviluppò a Firenze, tra il XI ed il XIII secolo, con caratteri estremamente peculiari. Lo stile del romanico fiorentino si diffuse parzialmente solo nel contado della città, che nel XII si estendeva in un ambito territoriale ristretto, in un periodo in cui in Toscana era ancora vitale il potere economico e politico e l'influenza culturale di Siena, Lucca e Pisa.

## Caratteristiche
Le caratteristiche specifiche del romanico fiorentino sono generalmente riferite ad una sopravvivenza o a un recupero di elementi della classicità romana. Tale derivazione ha fatto sorgere anche il mito secondo cui il battistero di San Giovanni, l'edificio simbolo della cultura architettonica del romanico a Firenze, sarebbe stato frutto di un riuso di un edificio dell'epoca imperiale. 
L'elemento più evidente di tale stile è la partizione delle facciate caratterizzate dalla presenza di arcate a tutto sesto cieche poggianti su semicolonne,  da riquadri geometrici, ottenuti da intarsi marmorei, che ripartiscono la superficie secondo modularità complesse e da finestre o edicole generalmente sormontate da timpani. 
Tali elementi, unitamente al bicromismo (bianco e verde), dal carattere geometrico e ordinato e sottoposto all'ordine architettonico, richiamano la classicità anche in riferimento alle tarsie marmoree che ricoprivano numerose architetture romane. 

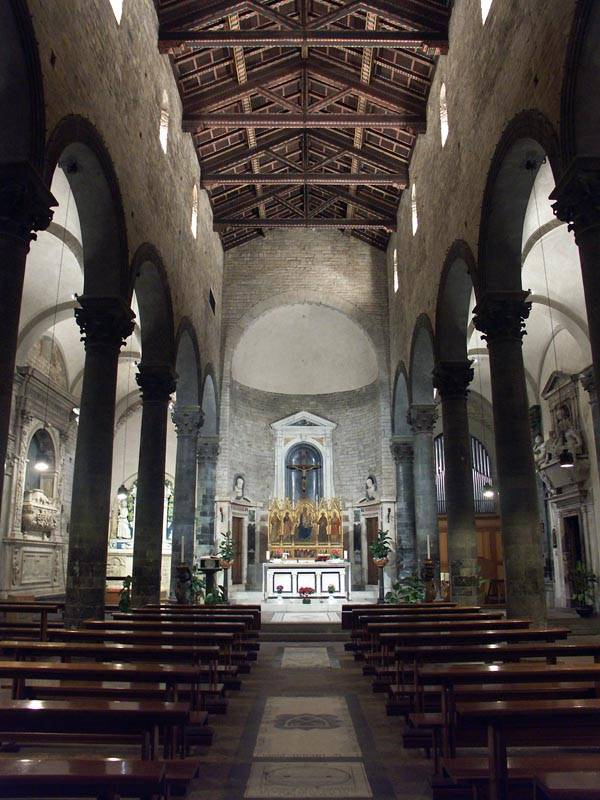
Interno della chiesa dei Santi Apostoli

Tale bicromismo delle facciate architettoniche solo in parte è riferibile all'influenza del romanico pisano che dai cantieri di piazza del Duomo di Pisa si irradiava alla Toscana settentrionale da Lucca fino a Pistoia e Prato dove l'alternarsi delle fasce orizzontali bicromatiche bianche e verdi divenne particolarmente marcato anche a causa dell'uso dei materiali locali (pietra alberese bianca e verde di Prato). A Firenze tale elemento fu utilizzato con un'impronta molto diversa, caratterizzata da una serena armonia geometrica che ricorda le opere antiche.  Il bicromatismo fu infatti utilizzato non in fasce orizzontali, ma proprio per disegnare i riquadri delle facciate.
Anche i particolari architettonici, come le edicole, i capitelli, le cornici ed in genere gli elementi dell'ordine architettonico, trovano richiami nelle testimonianze classiche. Inoltre non mancano significativi esempi di riuso di elementi di spoglio, come nel battistero.
Lo stile romanico fiorentino non ha prodotto molte opere e non ha avuto la diffusione del romanico pisano o lombardo, tuttavia la sua influenza fu determinante per i successivi sviluppi dell'architettura, in quanto ha costituito la base alla quale attinsero Francesco Talenti, Leon Battista Alberti, Filippo Brunelleschi e gli altri architetti che crearono l'architettura del Rinascimento. 
La chiesa dei Santi Apostoli ne è un chiaro esempio; infatti per la sua spazialità  annuncia, come notò il Vasari, temi rinascimentali. Per questo, nel caso del romanico fiorentino, si può parlare di "proto-rinascimento", ma al tempo stesso di estrema propaggine della tradizione architettonica tardoantica. Proprio dal perseguimento di un ideale "classico" collocato fuori del tempo nascono le difficoltà di datazione del Battistero, analogamente a quanto si verifica per altri monumenti medievali italiani di forte impronta classica, come la chiesa di Sant'Alessandro a Lucca o la basilica di San Salvatore a Spoleto.

## Il battistero

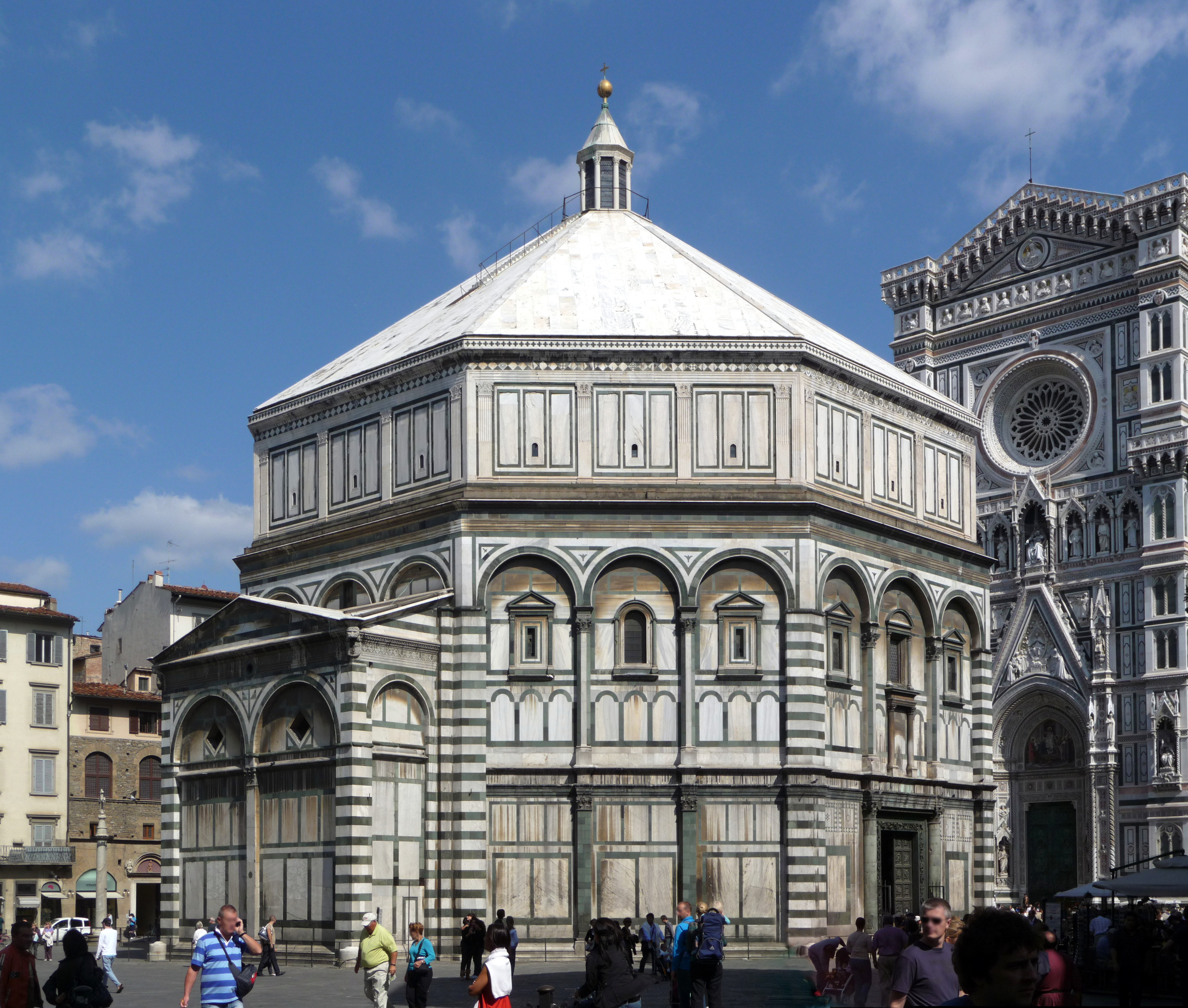
Battistero di San Giovanni, Firenze

Evidente è nel Battistero di San Giovanni il senso del ritmo nella scansione dei volumi esterni, tramite l'uso di riquadri, lesene classicheggianti, archetti ciechi a tutto sesto ecc. seguendo un preciso schema modulare che si ripete sugli otto lati. La datazione del battistero è stata a lungo discussa (edificio romano trasformato in basilica? Edificio paleocristiano? Edificio romanico?), anche per la scarsità di documentazione. A seguito di scavi archeologici, effettuati dopo il 2000, si è riscontrato che le fondazioni sono ben due metri sopra il livello della pavimentazione romana, quindi se ne può dedurre che l'epoca d'impianto dell'edificio non è anteriore al IX secolo. Il paramento interno a marmi policromi, fortemente ispirato al Pantheon di Roma, venne comunque concluso all'inizio del XII secolo (i mosaici pavimentali sono datati 1209 e quelli della scarsella 1218), mentre la prima fase del rivestimento esterno deve risalire circa allo stesso periodo.

## La chiesa di san Miniato al Monte
La basilica di San Miniato al Monte (iniziata nel 1013 e completata gradualmente fino al XIII secolo) presenta uno schema planimetrico forse riferibile al romanico lombardo (tribuna) e una scansione razionalmente ordinata della facciata bicroma, che gli storici paragonano alle tarsie marmoree degli edifici monumentali romani. Anche l'impaginazione complessiva della facciata richiama esplicitamente temi classici, sia nell'ordine inferiore caratterizzata da cinque archi a tutto sesto sorretti da colonne in serpentino verde con basi e capitelli corinzi in marmo bianco, sia nell'ordine superiore che rappresenta il pronao tetrastilo di un tempio classico.

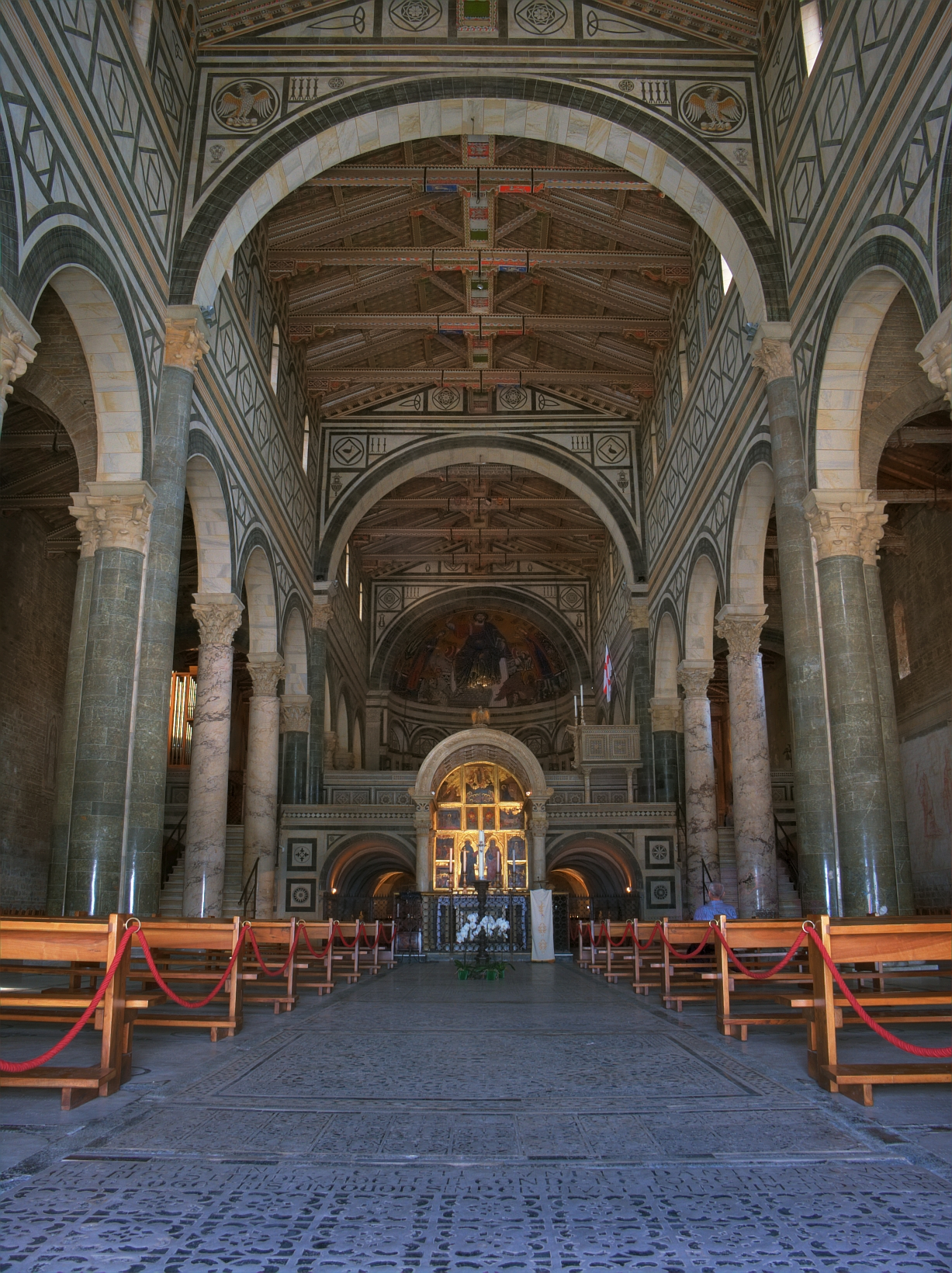
Interno di San Miniato
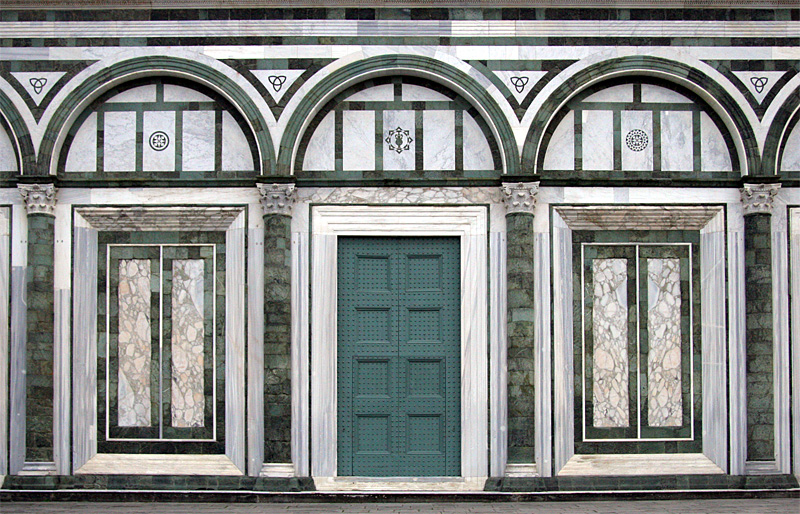
Il registro inferiore della facciata di San Miniato al Monte

## Altre chiese
Tolte le opere maggiori, ci sono rimasti solo pochi altri esempi del rinnovato stile fiorentino. Tra di essi sono la piccola chiesa di San Salvatore al Vescovo a Firenze, la collegiata di Sant'Andrea a Empoli e il paramento incompleto della facciata della Badia Fiesolana, insieme ad un modesto numero di pievi del contado, completano il quadro.
Della originaria chiesetta di San Salvatore al Vescovo, rimane solo l'ordine inferiore della facciata con tre arcate cieche su semicolonne. Rappresenta l'unica testimonianza entro le mura, oltre al battistero, del paramento esterno bicromo a riquadri marmorei geometri, tipico del romanico fiorentino.
La collegiata di Empoli è caratterizzata da una facciata scandita da un doppio ordine su lesene classicheggianti e da una decorazione estremamente geometrizzante sempre con il consueto accostamento tra pietra calcarea bianca e serpentino verde.

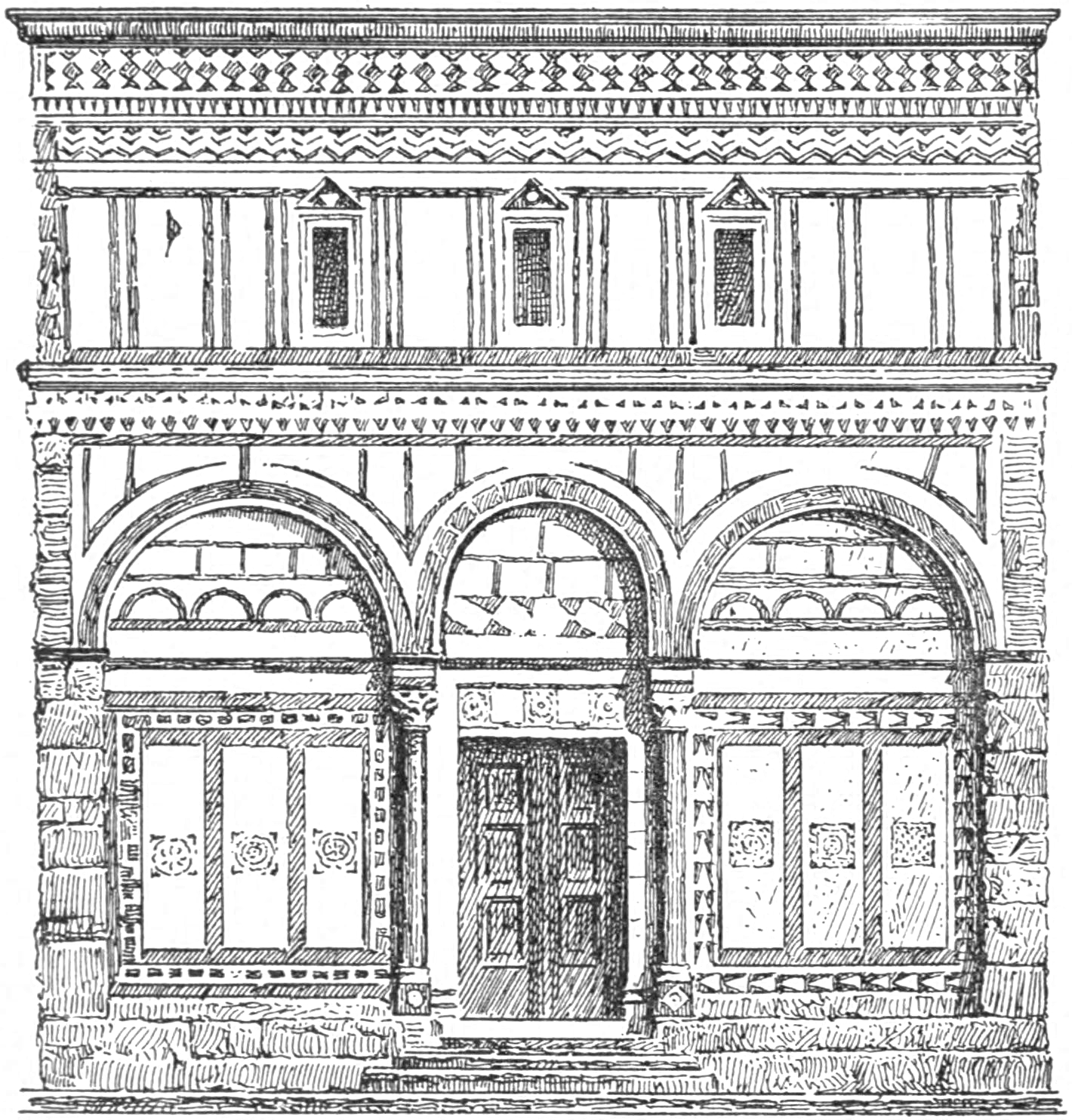
Badia Fiesolana
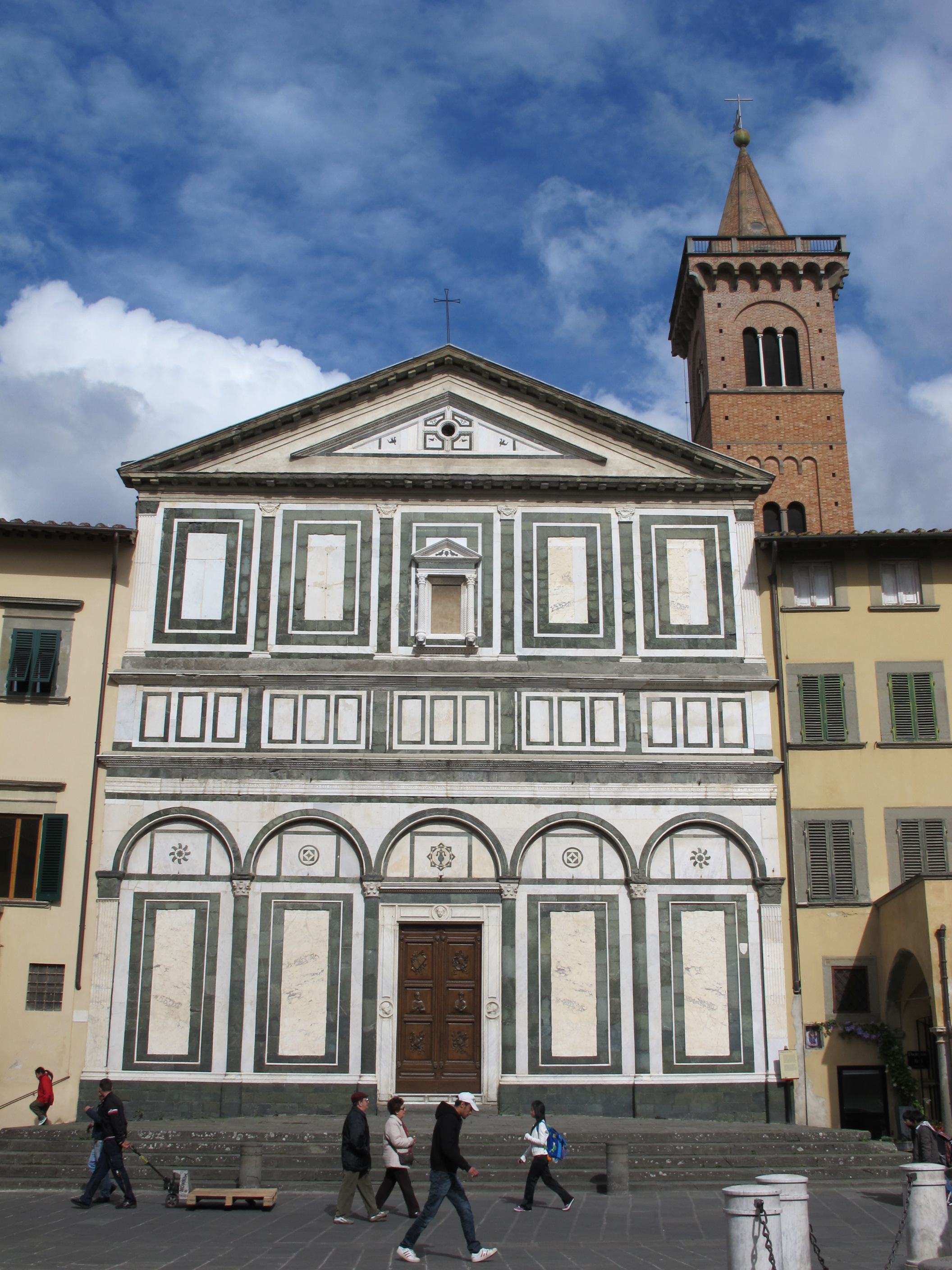
Collegiata di Sant'Andrea, Empoli
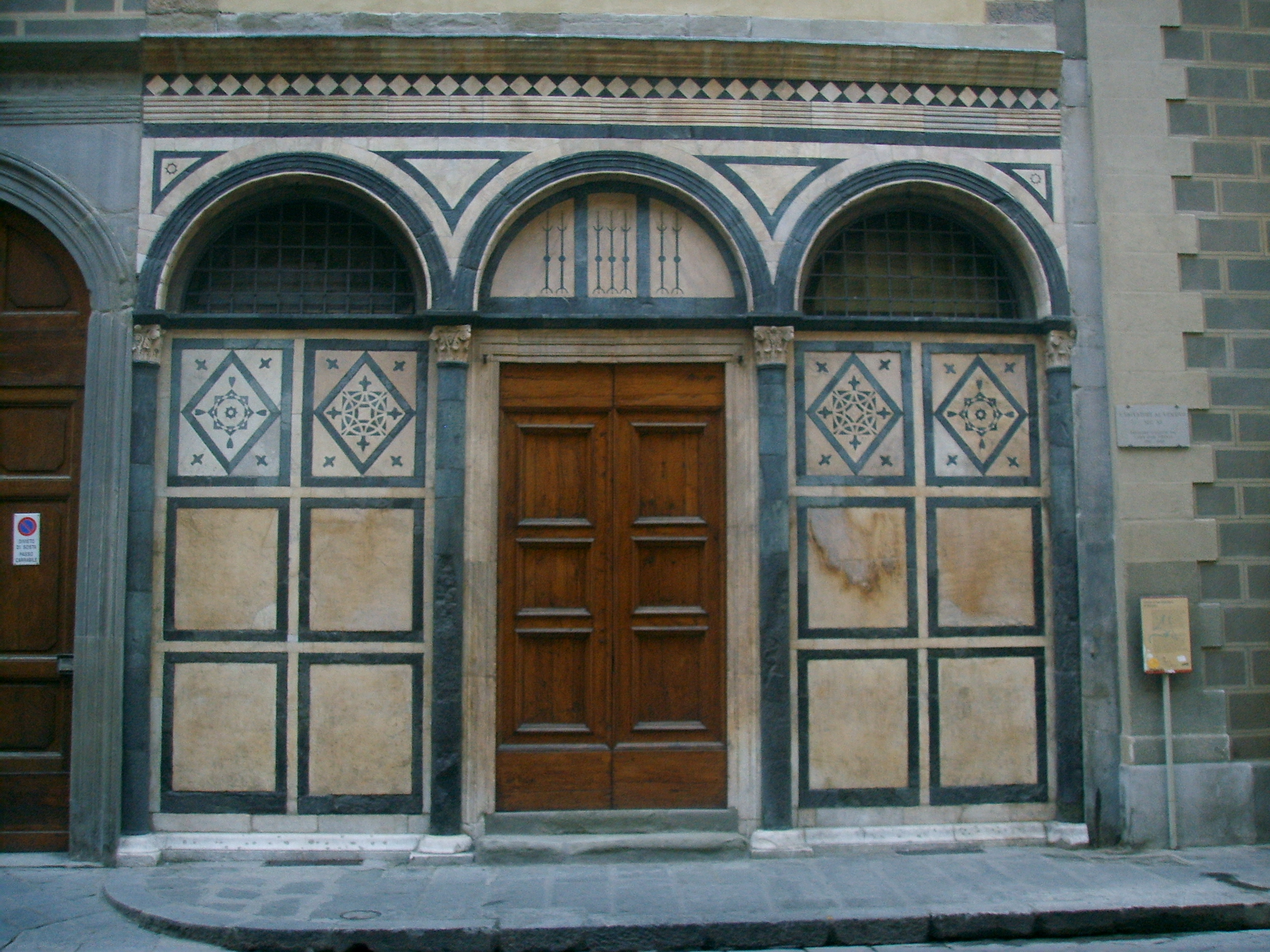
Chiesa di San Salvatore al Vescovo